# Wikipedija na slovenskom jeziku
Wikipedija na slovenskom jeziku jest inačica mrežne enciklopedije Wikipedije na slovenskom jeziku. Projekt slovenske Wikipedije pokrenut je 26. veljače 2002. ustanovljenjem njezine mrežne stranice, a napravio ju je suradnik Jani Melik. Slovenska Wikipedija nastala je kao 16. po redu. Prije nje nastale su inačice na engleskom, katalonskom, njemačkom, švedskom, španjolskom, portugalskom, francuskom, nizozemskom, poljskom, jednostavnom engleskom, afrikaansu, esperantu, norveškom, baskijskom i talijanskom, a poslije nje 2002. godine još inačice na danskom, latinskom, estonskom, frizijskom, japanskom, finskom, korejskom, kineskom, ruskom, češkom, bošnjačkom, malajalamu i turskom.

## Vanjske poveznice
- Glavna stranica (slo.)